# Alkylfenoly

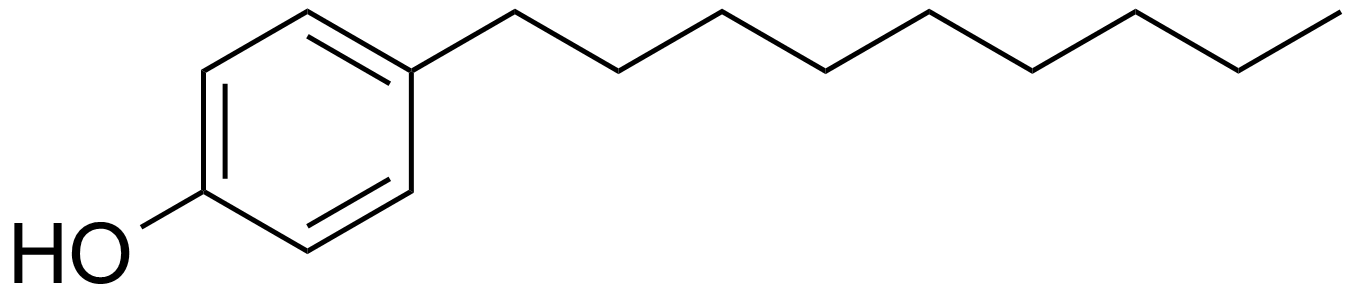
Chemická struktura nonylfenolu

Alkylfenoly (AP) jsou nehalogenované organické sloučeniny odvozené od fenolu připojením alkylové skupiny, které přetrvávají v životním prostředí (jsou perzistentní), bioakumulativní a toxické pro vodní organismy. Používají se zejména jako surovina pro výrobu neiontových detergentů - alkylfenoletoxylátů (APE). Nejvyužívanějšími jsou etoxyláty nonylfenolu (NPE) a oktylfenolu (OPE), které se v prostředí degradují zpět na alkylfenoly.

## Omezení
Alkylfenoly jsou xenoestrogeny. Evropská unie již proto zavedla omezení prodeje a použití pro některé aplikace.